# Matti Hyökki
Matti Anton Hyökki, född 8 juni 1946 i Helsingfors, är en finländsk dirigent och professor i kördirigering vid Sibelius-Akademin.
Hyökki var anställd som lektor vid Sibelius-Akademin 1982–2007 då han utnämndes till professor. Han var dirigent för manskören YL 1980–2010, för Finlands nationaloperas kör 1992–1995 och för Klemetti-institutets kammarkör 1992–2004. Han utsågs till konstnärlig ledare för operakören vid Nyslotts operafestival 2008. Han tilldelades Pro Finlandia-medaljen 2018.
Matti Hyökki är far till Pasi Hyökki.

## Utmärkelser
- Riddartecknet av Finlands Lejons orden,  6 december 1995[1]
- Riddartecknet av I klass av Finlands Lejons orden,  6 december 2005[1]
- Pro Finlandia-medaljen av Finlands Lejons orden,  6 december 2018[2][3]
- Polisens förtjänstkors[4]

[Redigera Wikidata]